# Anemia × didicusana
Anemia × didicusana là một loài dương xỉ trong họ Anemiaceae. Loài này được L.D. Gómez mô tả khoa học đầu tiên năm 1980.